# Under Blackpool Lights
Under Blackpool Lights – pierwsza oficjalna płyta DVD z muzyką zespołu The White Stripes. 
Na płycie DVD znajduje się 26 utworów nagranych w sali The Empress Ballroom w Winter Gardens w angielskim kurorcie nadmorskim Blackpool w dniach 27 i 28 stycznia 2004, wyreżyserowanych przez Dicka Carruthersa. Wśród tych utworów znajdują się covery takie jak "Take a Whiff on Me" (Leadbelly), "Outlaw Blues" (Bob Dylan), "Jack the Ripper" (Screaming Lord Sutch), "Jolene" (Dolly Parton), "Death Letter" (Son House), "Goin' Back to Memphis" (Soledad Brothers), oraz "De Ballit of de Boll Weevil" (Leadbelly).

## Lista utworów
1. "When I Hear My Name"
2. "Black Math"
3. "Dead Leaves and the Dirty Ground"
4. "I Think I Smell a Rat"
5. "Take a Whiff on Me"
6. "Astro"
7. "Outlaw Blues"
8. "Jack the Ripper"
9. "Jolene"
10. "Hotel Yorba"
11. "Death Letter"
12. "Do"
13. "The Hardest Button to Button"
14. "Truth Doesn't Make a Noise"
15. "The Big Three Killed My Baby"
16. "Wasting My Time"
17. "You're Pretty Good Looking (For a Girl)"
18. "Hello Operator"
19. "Apple Blossom"
20. "Ball and Biscuit"
21. "Let's Shake Hands"
22. "I Fought Piranhas"
23. "Let's Build a Home"
24. "Goin' Back to Memphis"
25. "Seven Nation Army"
26. "De Ballit of de Boll Weevil"

## Easter eggs
Na płycie znajduje się wiele niespodzianek, tzw. Easter eggs, np.:
- Na trzeciej stronie przy wyborze utworów, po podświetleniu trzeciego z nich ("Let's Shake Hands") oraz trzykrotnym naciśnięciu strzałki w prawo ukaże się krótka scenka związana z obsesją Jacka na punkcie liczby 3.
- Napis na ramieniu Jacka zmienia się w ciągu koncertu z "Noxious" na "Obnoxious" (oba wyrazy oznaczają "obrzydliwy"), co jest możliwe dzięki temu, że materiał filmowy pochodzi z dwóch różnych występów.
- Po wszystkich napisach na końcu koncertu, można usłyszeć Jacka mówiącego sciszonym głosem: "Let's split the money, fifty-fifty" ("Podzielmy pieniądze, pięćdziesiąt na pięćdziesiąt").

Na stronie internetowej zespołu, Jack napisał: "Jest tu tak wiele sekretów! Nie mogę się doczekać, aż wszyscy spróbują je odnaleźć. Na przykład czasem trzeba zwrócić na coś szczególną uwagę, a może coś jest akurat pokazane do góry nogami? Starajcie się zawsze patrzeć na wszystko pod więcej niż jednym kątem. Ale potem posłuchajcie własnego instynktu i idźcie na żywioł. Pójście za głosem własnego serca sprawi, że nie będzie wam smutno."